# Лю Цюхун
Лю Цюху́н (кит. упр. 刘秋宏, пиньинь Liú Qiūhóng, род. 26 ноября 1988 года в Цитайхэ, провинция Хэйлунцзян) — китайская шорт-трекистка, участница зимних Олимпийских игр 2014, семикратная чемпионка мира. Окончила Пекинский спортивный университет на факультете физического воспитания со степенью магистра.

## Биография
Лю Цюху́н начала кататься на коньках в начальной школе в возрасте 10 лет, и вскоре присоединилась к команде по конькобежному спорту городского округа Муданьцзян. В 2004 году она стартовала на юниорском чемпионате мира в Пекине, где завоевала серебро в эстафете.
В сезоне 2007-2008 годов она стала основным игроком команды и начала выступление в октябре 2007 на Кубке мира в Харбине и стала третьей на 1500 м, в ноябре в Херенвене выиграла в беге на 500 м, а в феврале 2008 года в Квебеке взяла бронзу на 1000 м и в Солт-Лейк-Сити на 500 м.на командном чемпионате мира в Харбине и выиграла в составе команды золотую медаль. Лю была шокирована отличной южнокорейской командой. 
```
“Южнокорейская команда слишком сильна. Я чувствую,что разрыв между мной и ними слишком велик, и их трудно победить. Особенно на последнем этапе производительность особенно очевидна.” 
```

В том сезоне Лю Цюхун выступила посредственно в индивидуальных соревнованиях и победила южнокорейских спортсменов только в эстафетах. Она и Ван Мэн специализировались на дистанциях 500 и 1000 метров и показывали лучшие результаты на дистанции 500 метров в мире и были партнёрами в тренировках. В начале сезона 2008/2009 годов на кубке мира завоевала в октябре 2008 две серебряные медали в Солт-Лейк-Сити на дистанции 500 м и в Ванкувере на 1000 м. В ноябре в Пекине взяла золото и серебро на 500 м и в декабре в Нагано выиграла два серебра на 500 м и 1000 м.
В начале февраля 2009 года на этапе в Софии дважды была второй на 1000 м, и тогда же участвовала на Универсиаде в Харбине, где выиграла там три золота на 500м, 1000 м и в эстафете, и два серебра на 1500 м и 3000 м, а в марте вновь стала золотым призёром на чемпионате мира среди команд в Херенвене. В ноябре 2009 года на этапе кубка мира в Монреале выиграла 4 бронзовые медали на дистанциях 500 м дважды, на 1000 м и 1500 м, а также серебряную медаль в Маркетте на 1500 м.
В январе 2010 года, за полмесяца до Олимпиады она получила травму ноги во время тренировки, которая потребовала более 200 швов, а 12 февраля штаб сборной Китая по шорт-треку приняла решение, что Лю Цюхун, основной игрок женской команды, которая несколько дней назад вылетела в Ванкувер, не будет участвовать в соревнованиях, потому что её скорость восстановления не соответствовала олимпийским стандартам. Её место заняла подросток Чжао Наньнань. Неспособность принять участие в зимних Олимпийских играх 2010 года стала самым большим сожалением Лю. На зимних Олимпийских играх в Ванкувере сборная Китая выиграла золотую медаль в эстафете, но без участия Лю Цюху́н.
После зимних Олимпийских игр в Ванкувере она медленно восстанавливалась после травмы, нужно было больше уверенности в себе, которую труднее обрести, чем здоровое тело. После начала нового сезона 2010/11 годов Лю по-прежнему являлась основным игроком женской сборной Китая. Она стала в октябре в Монреале на кубке мира третьей на 1000 м, в декабре на этапе в Чанчуне на 500 м выиграла серебро, а в Шанхае на 500 м стала второй и на 1000 м - третьей.  После того как Ван Мэн временно покинула национальную сборную, и бег на 500 метров, являющийся неизменной силой женской сборной Китая на протяжении многих лет, столкнулся с беспрецедентными трудностями. Лю Цюхун вышла вперед в критический момент и стала новым лидером команды, но она не очень хорошо выступила в гонках Кубка мира перед Зимними Азиатскими играми.
На зимних Азиатских играх в Алматы-Астане Лю Цюхун выиграла на своей коронной дистанции 500 м, взяла бронзу на 1000 м и победила с командой в эстафете. После завоевания золотой медали репортёр увидел, что на её лице снова появилась редкая расслабленная улыбка. Эта золотая медаль стала для неё важным стартом. В феврале на кубке мира в Москве выиграла серебро на 500 м, а следом в Дрездене серебро и бронзу на 500 м. В марте на чемпионате мира в Шеффилде заняла третье место на 500 м и победила в эстафете вместе с Чжан Хуэй, Фань Кэсинь, Ли Цзяньжоу и Сяо Хань, и на командном чемпионате мира в Варшаве выиграла командную серебряную медаль.
В октябре 2011 года на Кубке мира в Сагенее дважды стала третьей на дистанции 500 м, а в декабре в Шанхае дважды была второй на 500 м. В начале 2012 года Лю выиграла две серебряные медали на 500 м и 1000 м на 12-х Национальных зимних играх, следом на Кубке мира в Москве выиграла бронзу на 500 м и серебро на 1000 м, в Херенвене стала бронзовым призёром на 1000 м. На чемпионате мира в Шанхае стала серебряным призёром на 1500 м и выиграла очередное золото в эстафете. Она продолжала брать призовые места и в кубке мира, когда в октябре на этапе в Канаде взяла четыре медали, в том числе серебряная и бронзовая на 500 м и две бронзы на 1000 и 1500 м. В декабре в Нагое также стала второй на дистанции 500 м.
В феврале 2013 года на этапе кубка мира в Сочи выиграла третье место на 500 м и победила в эстафетной гонке, через неделю в Дрездене вновь стала третьей на 500 м. В марте на чемпионате мира в Дебрецене выиграла золотую медаль в эстафете вместе с Ван Мэн, Фань Кэсинь, Чжоу Ян и Ли Цзяньжоу.
В феврале 2014 года на зимних Олимпийских играх в Сочи Лю Цюху́н на дистанции 500 м была в одной группе с Фань Кэсинь и Ли Цзяньжоу в полуфинале, однако Кэсинь, которая впервые вышла на олимпийский каток, споткнулась о свой собственный конёк и упала. Лю Цюхун бежала позади неё и хотела помочь своим подругам по команде, но в этот момент её путь спереди был заблокирован британкой Элизой Кристи, и Ли Цзяньжоу вышла в финал. На дистанции 1500 она заняла лишь 27-е место, на групповом этапе на дистанции 1000 метров она была дисквалифицирована за нарушении правил, а в эстафете судья посчитал, что китайская команда помешала команде Южной Кореи во время передачи эстафетной палочки и в итоге была лишена возможности побороться за медаль. Мечта Лю Цюхун о чемпионстве была разбита вдребезги. Зимние Олимпийские игры, которых она ждала восемь лет, наконец-то принесли ей только потерю и беспомощность. Она была знаменосцем Китая на церемонии закрытия Зимних Олимпийских игр 2014 года в Сочи. В том же году завершила карьеру.

## Личная жизнь
Лю Цюхун закончила Пекинский спортивный университет по специальности Физическое воспитание.
В 2012 году она была награждена премией за выдающийся вклад в развитие спорта от правительства провинции Хэйлунцзян в Китае
Лю Цюхун после Олимпиады в Сочи: 
```
-Обычно я провожу большую часть своего времени на тренировках и соревнованиях. Когда я была ребёнком, у меня редко было время читать книги. Теперь, когда у меня больше свободного времени, я буду читать больше книг.
```

Вечером 8 июня 2018 года Хань Тяньюй, известная звезда конькобежного спорта по шорт-треку и двукратный серебряный призёр зимних Олимпийских игр, сделал предложение Лю Цюхун, а 19 июня Хань Тяньюй и Лю Цюхун поженились в Фушуне, провинция Ляонин. 30 июля 2019 года Лю Цюхун сделала фотографию беременности и объявила хорошую новость о том, что она и Хань Тяньюй стали родителями. Лю Цюхун спела песню в новогоднюю ночь.